# Bartlett (Kansas)
Bartlett è un comune degli Stati Uniti d'America, situato nello Stato del Kansas, nella Contea di Labette.